# Guinness
 (janvier 2013).
Pour les articles homonymes, voir Guinness (homonymie).
Guinness (prononcé /ˈɡɪnɪs/) est une marque de bière ainsi qu'une brasserie irlandaise. Fondée en 1759, celle-ci est devenue une entreprise de taille mondiale avec l'acquisition en 1986 de Distillers Company, un groupe écossais possédant notamment les marques de whiskies Johnnie Walker, Ballantine's ou Chivas Regal. Guinness PLC a disparu en 1997, date de la création de l'entreprise Diageo PLC par fusion-acquisition avec Grand Metropolitan.
La Guinness est une stout, une bière noire coiffée d'une mousse blanche, connue mondialement pour sa saveur et son aspect si particuliers. La Guinness est fortement liée à l'histoire de l'Irlande, elle en est un des symboles au niveau international. La brasserie historique de St. James, fondée en 1759, se trouve à Dublin.

## Profil
La Guinness est née à la brasserie Arthur Guinness (un homme) près de la porte St. James de Dublin (Irlande). Cette bière est un stout, un type de bière de fermentation haute issue des bières porter devenues célèbres au XVIIIe siècle à Londres (Royaume-Uni). Sa couleur brune presque noire (mais qui est en fait rouge profond ; à voir à la lumière) provient de l'utilisation pour sa conception de malts hautement torréfiés et de grains d'orge grillés. La couche de mousse couleur crème qui coiffe la bière est le résultat d'un ajout d'azote durant le tirage (service à la pression). Cette dernière caractéristique pose la difficulté d'obtenir une saveur et une texture identique entre les Guinness servies à la pression et celles vendues en bouteilles et canettes.
La Guinness est extrêmement populaire en Irlande. Elle représente la première boisson alcoolisée vendue dans le pays. Même si elle est culturellement liée à l'Irlande, il s'agit d'une des bières les plus célèbres au monde, s'exportant dans le monde entier (notamment avec sa gamme Foreign Extra Stout). La société mère historique (Guinness UDV) est installée à Londres depuis 1932. Depuis 2001 la bière a été distribuée à l'échelle globale par la multinationale Diageo. La France fait exception depuis le premier juillet 2007, car ce sont les Brasseries Kronenbourg (elles-mêmes appartenant à Carlsberg Group depuis le 29 avril 2008) qui sont le distributeur de la bière.

## Historique

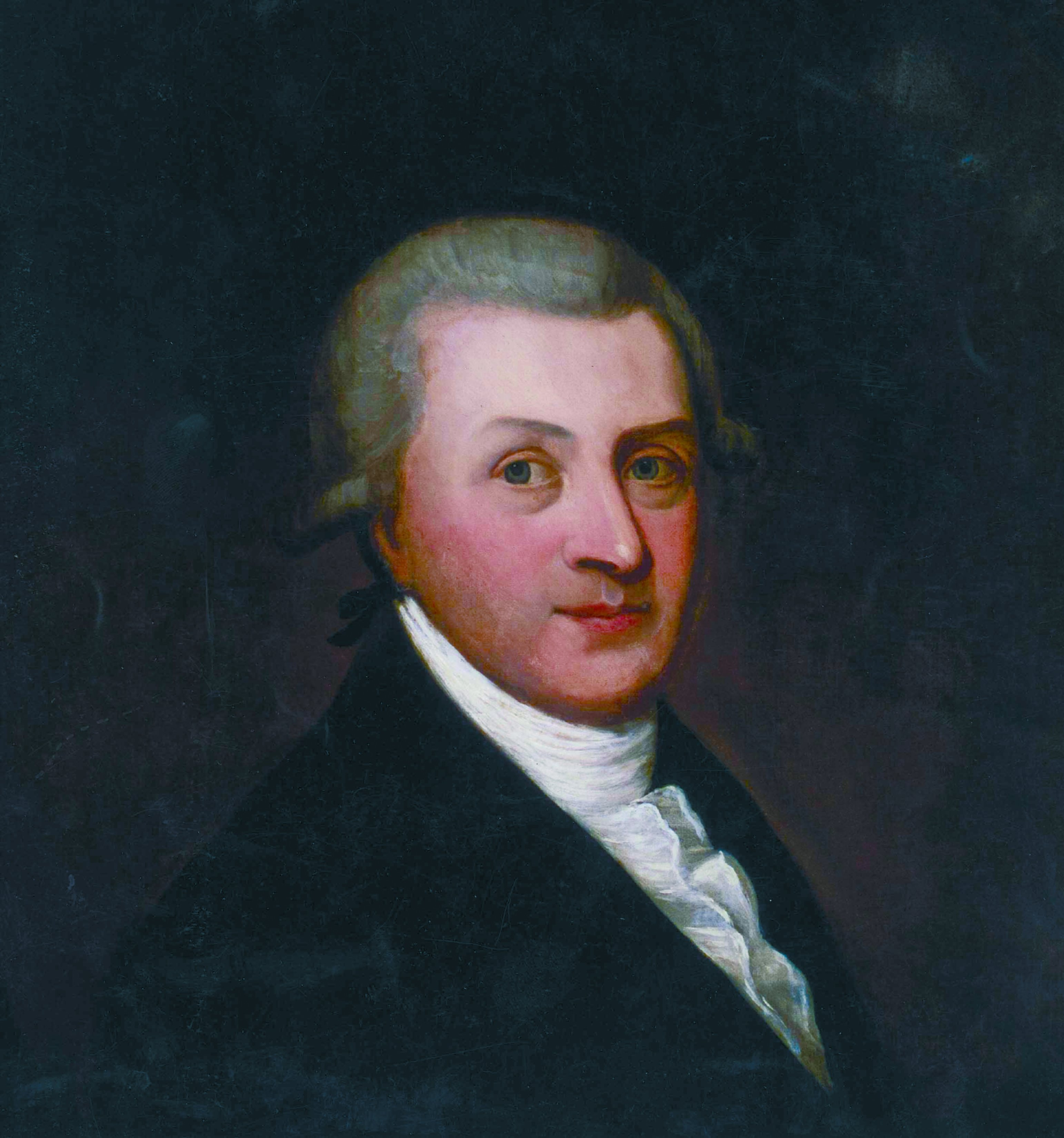
Portrait d'Arthur Guinness.

### Fondation: 1759

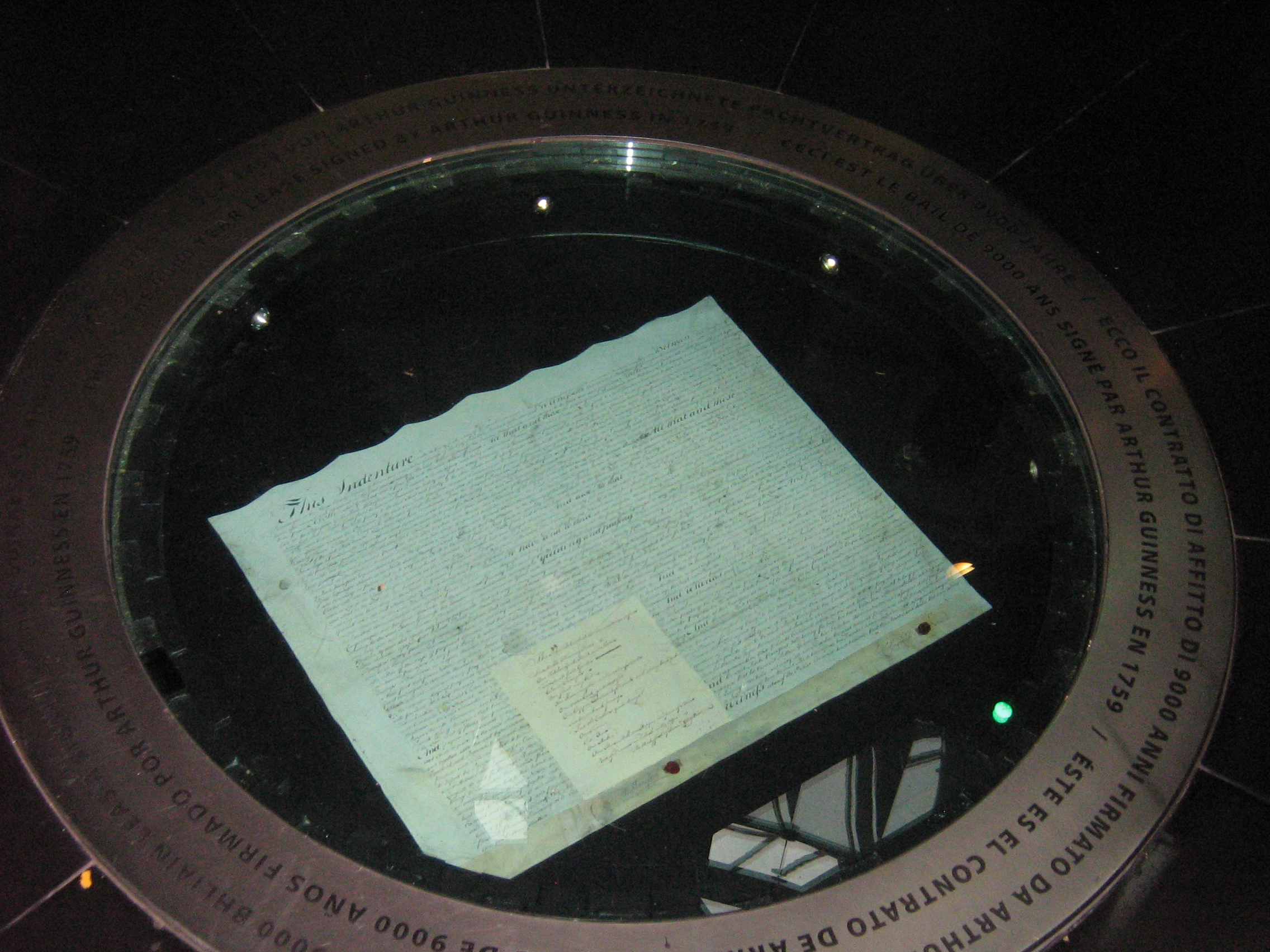
Copie du bail original visible incrusté dans un fond de verre, au Guinness Storehouse.

L'histoire de la brasserie débute en 1759 lorsqu'Arthur Guinness, fils de brasseur, décide de louer une brasserie à Dublin pour fabriquer de la bière. Le 31 décembre 1759, il signe un bail lui accordant l'usage d'un site pour neuf mille ans, en contrepartie d'un loyer annuel de 45 livres. Le site choisi est une brasserie désaffectée, la St. James's Gate Brewery (en), qui comprend une maison d'habitation, une salle de brassage, deux malteries et des écuries. Ce bail n'est plus valide puisque la famille Guinness a depuis racheté et agrandi la propriété, mais le document est toujours visible au Guinness Storehouse, grenier à grains racheté en face de la brasserie et reconverti en un musée ludique retraçant l'histoire de la bière Guinness.

### 1800-1900

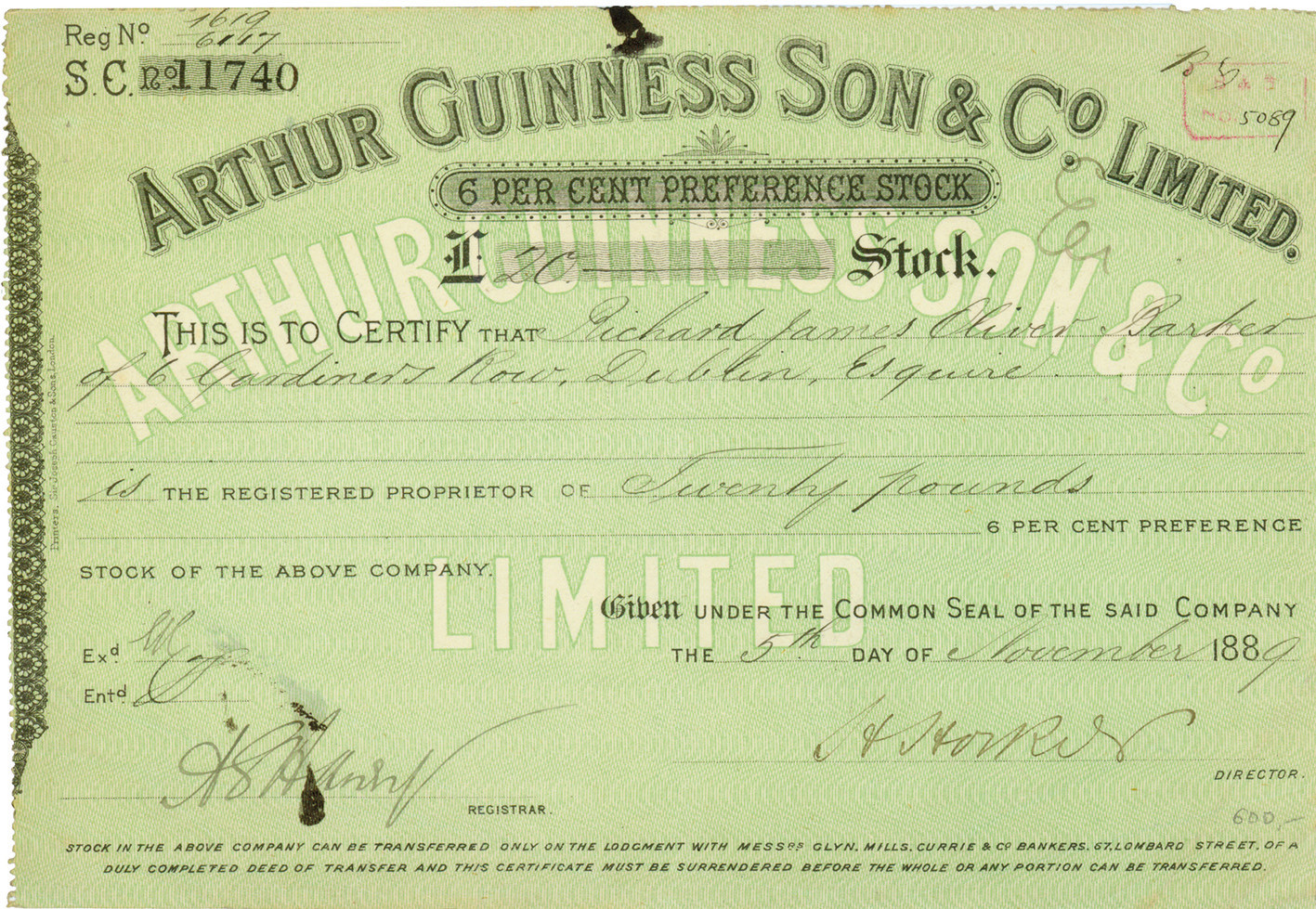
Arthur Guinness Son & Co. Limited, 6 % Preference Stock, en date du 5. Novembre 1889

La Guinness profite de l'expansion de l'Empire britannique et s'exporte dans le monde entier (1811 : Lisbonne (Portugal) / 1820 : Guernesey, Barbade, Trinité-et-Tobago, Sierra Leone / 1840 : New York (États-Unis) / 1858 : Nouvelle-Zélande / etc). Dès 1870, 10 % des ventes de la société s'effectuent hors d'Irlande. Actuellement, la Guinness Stout est également brassée sous licence dans certains pays à travers le monde. La matière première est préparée à Dublin puis envoyée afin d'être mélangée avec de la bière produite localement.
La brasserie Guinness s'impose comme la plus importante brasserie au monde en 1886 avec une production annuelle de 1,2 million de barils.

### 1900-2000
En 1914, la production annuelle atteint presque 3 millions de barils.

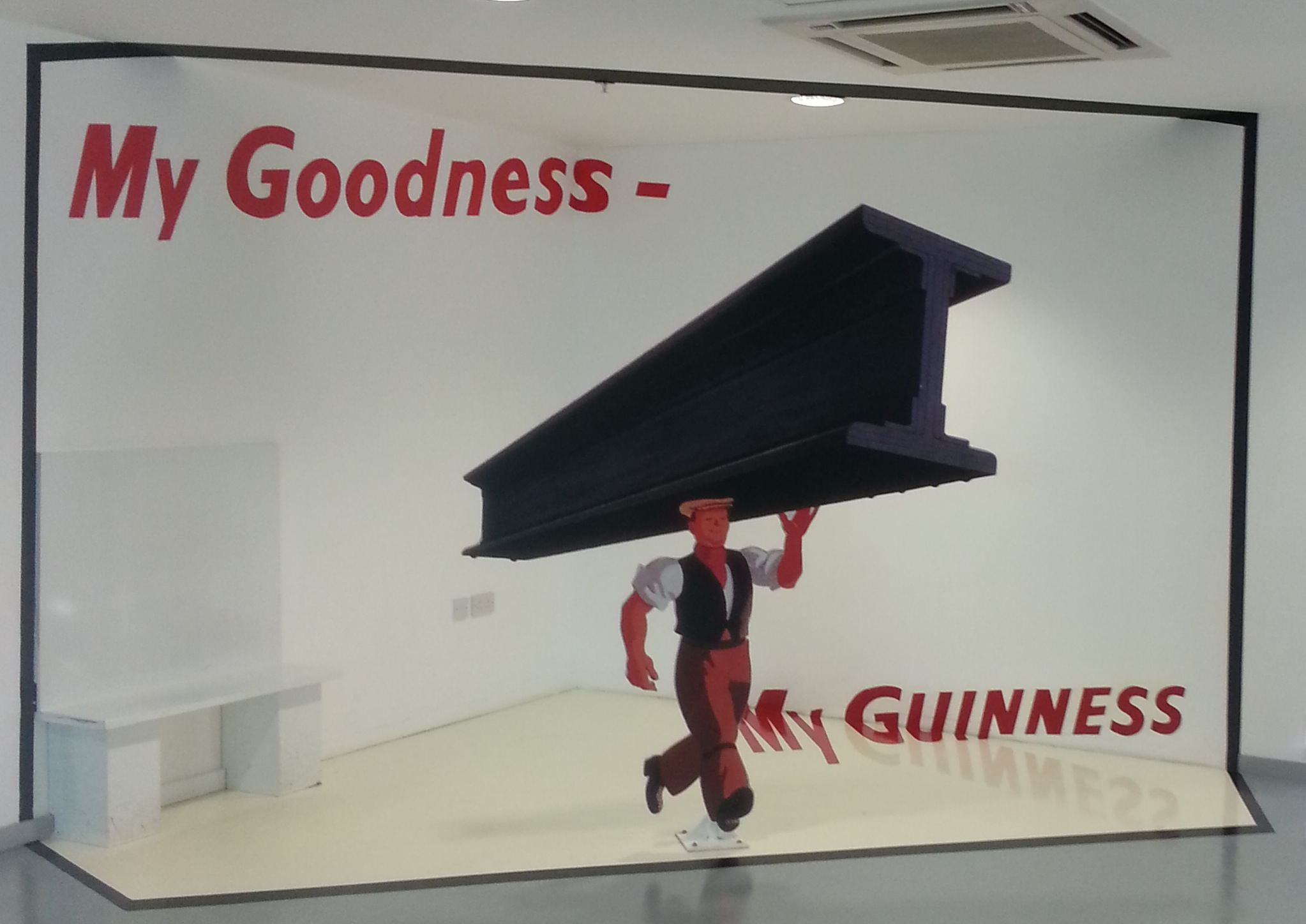
Publicité pour Guinness exposée au Guinness Storehouse

La Guinness Storehouse, bâtie en 1904, a servi à la phase de fermentation jusqu'en 1988. Ce bâtiment de sept niveaux, articulé autour de poutres d'acier qui en supportent toute la structure, est reconverti depuis novembre 2000 en une sorte de musée/magasin. Les architectes ont intégré un espace en forme de pinte géante au centre de l'édifice afin de souligner la thématique du lieu. Le visiteur peut découvrir l'histoire de la Guinness, le processus de fabrication, une collection de publicités (films et affiches), une exposition sur l’artiste John Gilroy, des bars, un restaurant, etc. En 2004, le Guinness Storehouse avait déjà accueilli près de 2 millions de visiteurs.
En 1988, la société Guinness invente le floating widget pour imiter au mieux le service à la pression. L'entreprise recevra trois ans plus tard le Queen’s Award for Technological Achievement pour son invention.

### Depuis 2000
La brasserie Guinness de Park Royal à Londres a fermé ses portes en 2005. Il s'agissait de la première brasserie Guinness construite hors d'Irlande en 1936. Toute la production destinée au Royaume-Uni provient désormais de la brasserie de St. James. Les habitants du Royaume-Uni avaient pour habitude de penser que la Guinness brassée à Dublin était meilleure que celle de Londres.
Le journal anglais The Independent annonça le 17 juin 2007 que la société Diageo avait l'intention de fermer la brasserie historique de St. James, qui reste la plus grande d'Europe, pour la vendre à des promoteurs immobiliers. Diageo confirma que « des changements significatifs dans ses unités de production » étaient à l'étude.
En 2016, sous la pression des végétaliens, Guinness modifie sa recette ancestrale : elle renonce à utiliser les traditionnelles vessies natatoires de poissons pour filtrer et éclaircir sa bière et utilise dorénavant un nouveau process de filtration. Sa bière est désormais végane.

## Marché

### Chiffres clés

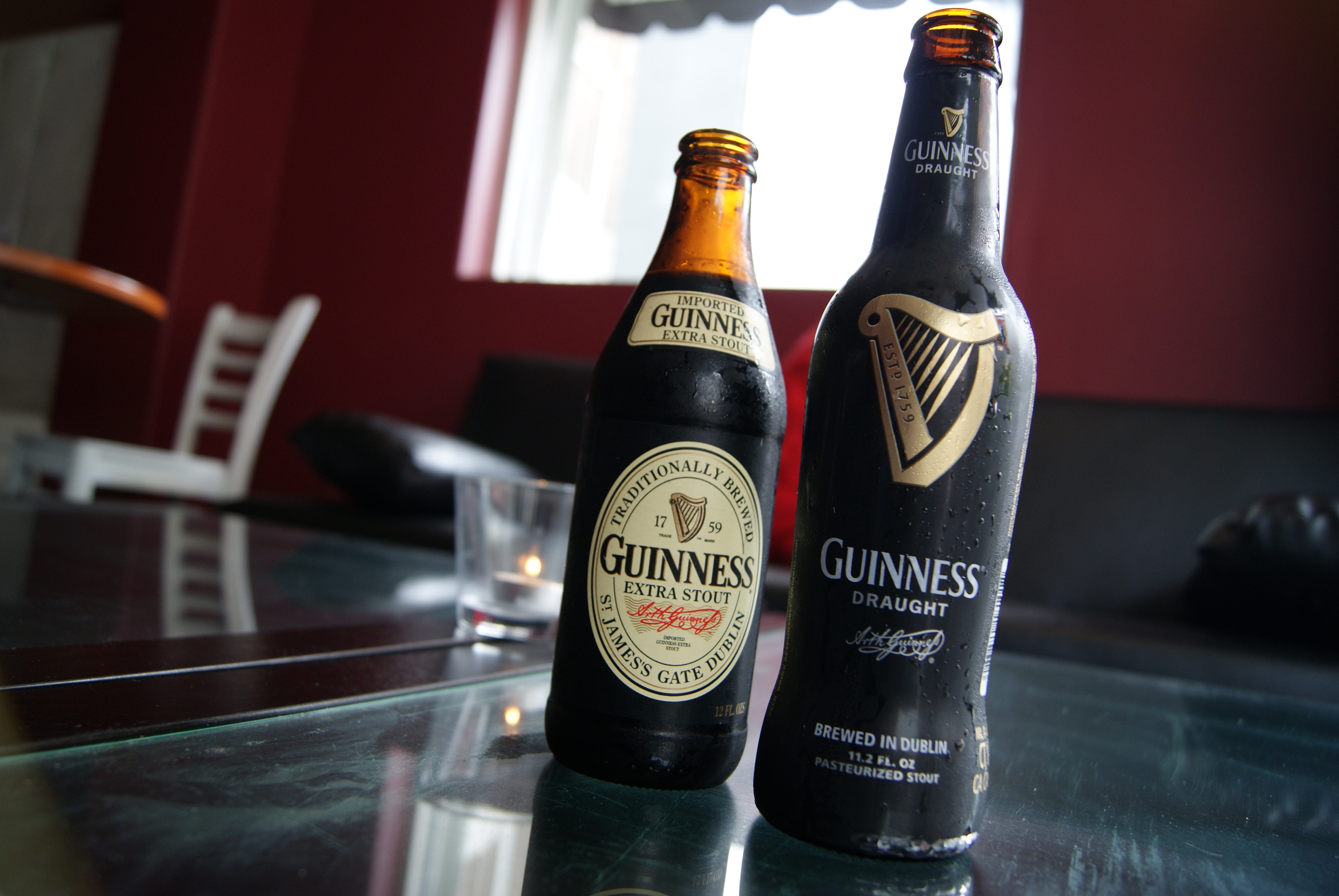
Guinness Extra Stout et Guinness Draught

- Il se vend en Irlande près de 1 million de pintes de Guinness chaque jour et 10 millions dans le monde, soit au total 25 000 hectolitres (2,5 × 106 litres)[8].
- Sur le marché des bières en Afrique, la marque Guinness est dominante avec 50 % de parts de marché depuis 2000[réf. nécessaire]. 10 % des ventes annuelles de Guinness sont effectuées en Afrique[9].
- En 2006, Guinness a connu la progression de ses ventes la plus importante au Canada. Le jour de la Saint Patrick en 2006, plus de Guinness ont été vendues au Canada qu'en Irlande[10].

### Communication

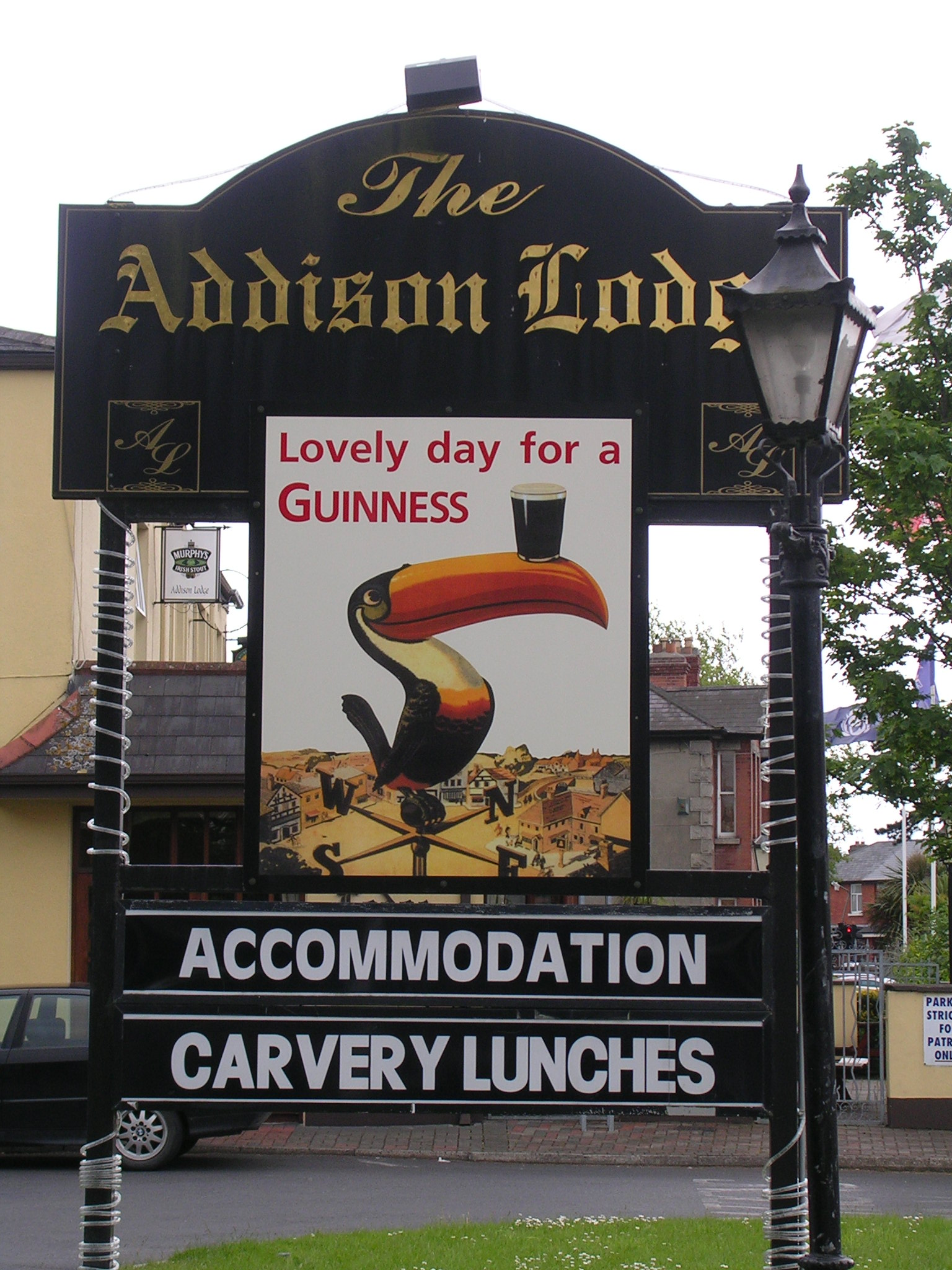
Ancienne publicité à Dublin

Ancien logo de la marque

Logo actuel de Guinness

Guinness est une marque qui dispose d'une forte identité publicitaire au Royaume-Uni, en Irlande et plus récemment en Afrique. Au fil du temps, les publicitaires ont su tirer profit de la forte personnalité intrinsèque de la Guinness, en ce qui concerne ses caractéristiques gustatives et esthétiques. Ainsi, la marque Guinness est désormais associée aux valeurs de force, patience et bon vivre.
La marque utilise une harpe celtique telle que celle de Brian Boru ou du Trinity College comme élément de son identité visuelle. Ce modèle de harpe datant du XIVe siècle est un des symboles traditionnels de l'Irlande depuis le règne de Henry VIII au XVIe siècle. Guinness utilisa la harpe comme symbole en 1862 puis comme logotype déposé en 1876. Cependant, elle est inversée par rapport à celle des armoiries nationales.
L'autre symbole le plus notoire de la marque est le toucan. Sur une affiche des années 1940, on pouvait lire le slogan suivant : « Toucans in their nests agree. Guinness is good for you. Try some today and see what one or toucan do. », soit en français : « Les toucans dans leur nid en conviennent. La Guinness vous fera du bien. Essayez en aujourd'hui et constatez ce que peuvent faire une (bière) ou deux ». Le mot « toucan » doit être compris comme un jeu de mots entre le nom de l'oiseau et « (one or) two can (do) ».
En juillet 1964, on pouvait lire à Cork les affiches publicitaires de Guinness avec le célèbre slogan « Guinness is good for you » (Guinness est bonne pour vous), et à côté celles de Beamish : « … but Beamish is a better drink » (… mais Beamish est une meilleure boisson).

#### Récompenses
Liste non exhaustive des prix reçus lors de concours publicitaires internationaux :
- 2000 : Meilleur film publicitaire de tous les temps au Royaume-Uni selon le Sunday Times et Channel 4, pour le spot "Surfer" (agence : Abbott Mead Vickers BBDO)[11].
- 2001 : Advertiser of the Year des Clio Awards (concours international), pour le travail de 5 différentes agences de communication durant l'année 2001[12].
- 2003 : Gold Shark Award des Shark Advertising Awards (concours irlandais), pour le spot utilisant l'histoire de Thomas Crean[13],[14].
- 2004 : Silver Shark Award des Shark Advertising Awards, pour la campagne publicitaire du « Noël Irlandais »[15],[16].
- 2005 : Epica d'Or des Epica Awards (concours européen), pour le spot "NoitulovE" diffusé au Royaume-Uni (agence : Abbott Mead Vickers BBDO, Londres)[17],[18].

## Science

### Fabrication

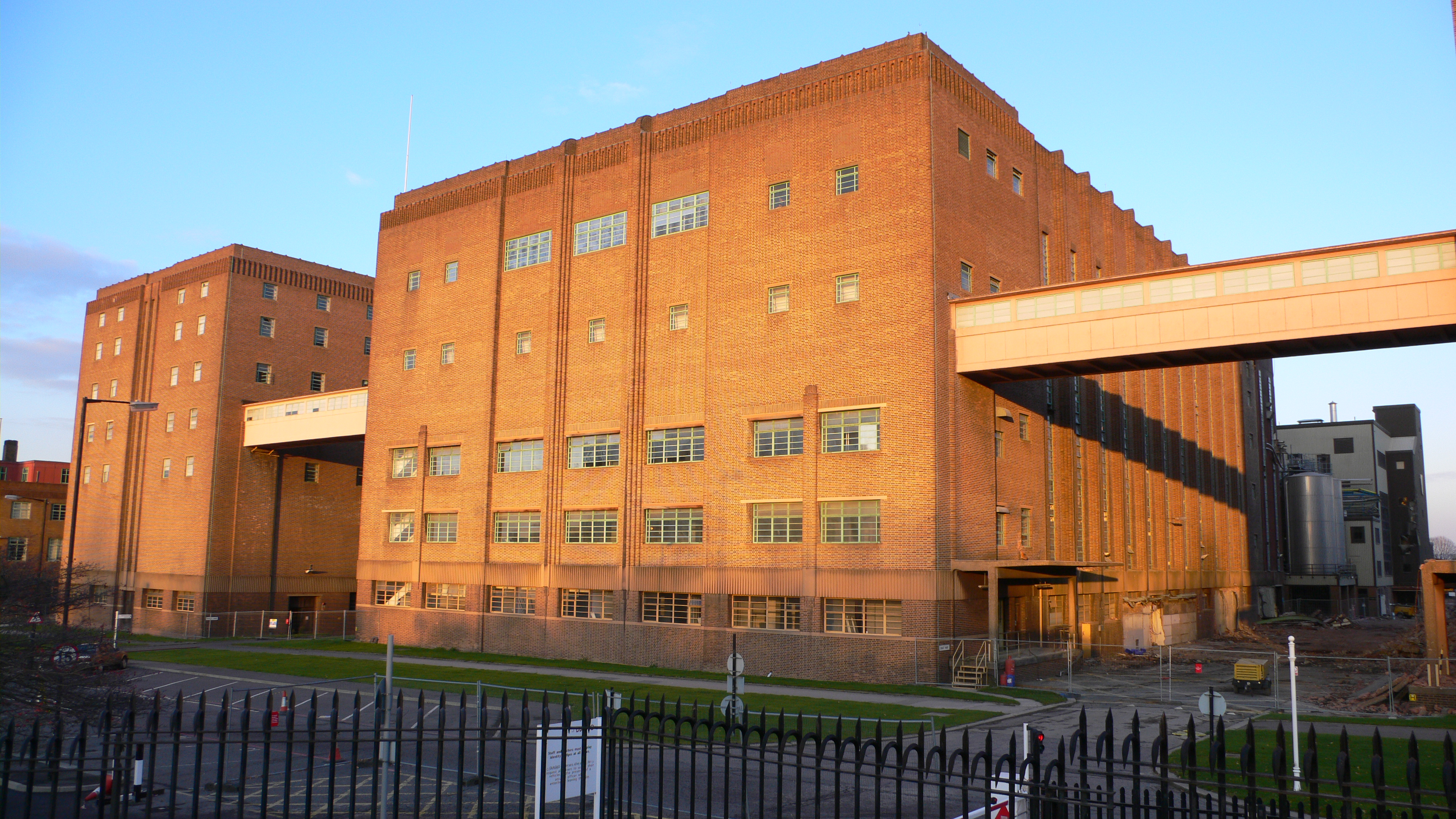
Brasserie de Park Royal, Londres.

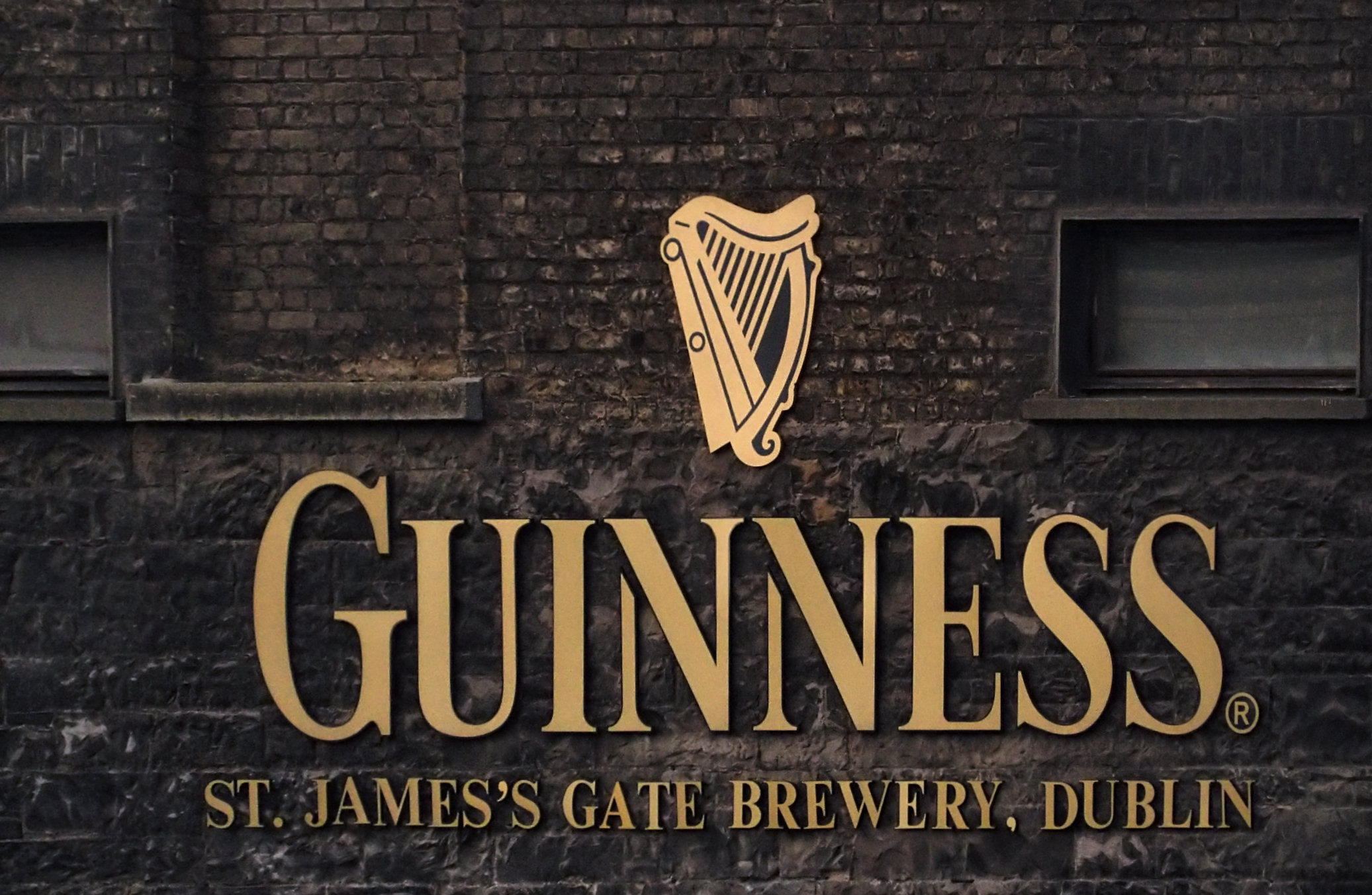
Brasserie St. James, Dublin.

La Guinness est produite à partir d'eau, de malt d'orge, de houblon et de levure de bière.
Une partie de l'orge est cuite à la vapeur, puis torréfiée pour donner à ce stout sa couleur et sa saveur caractéristiques. L'orge utilisée provient en partie  d'Irlande (140 000 tonnes d'orge Irlandais), tout comme l'eau qui est pompée à la source Lady's Well dans les montagnes de Wicklow. Contrairement aux rumeurs, la Guinness est bien pasteurisée et filtrée depuis les années 1940.

### Composition
En dépit de sa réputation de « repas dans un verre », la Guinness ne contient que 198 kilocalories par pinte, soit 838 kilojoules (1 460 kJ/L = 345 kcal/L), ce qui est inférieur à une portion égale de jus d'orange.
La Guinness Draught contient de l'azote ainsi que du dioxyde de carbone. L'azote étant beaucoup moins soluble que le dioxyde de carbone,, la bière est sous pression sans être pétillante. La douceur de cette Guinness est due à son faible niveau de dioxyde de carbone et à son chapeau crémeux.
La Guinness Original Extra Stout a un goût plus acide, car elle contient seulement du dioxyde de carbone (le dioxyde de carbone en solution dans l'eau forme de l'acide carbonique). Les Guinness Foreign Extra Stout et Special Export Stout sont plus proches de la Guinness du XIXe siècle, laquelle était plus lourde et plus alcoolisée.

### Santé
Une équipe de chercheurs d'une université du Wisconsin aurait mis en évidence un effet bénéfique pour le cœur de la consommation de Guinness, comparativement à la consommation de lager ; ils attribueraient cet effet à la présence dans cette bière d'éléments antioxydants similaires à ceux trouvés dans certains fruits et légumes, ralentissant le dépôt de cholestérol dans les artères.
Les bières fabriquées par la société Guinness contiennent de la colle de poisson, un ingrédient qui provient de la vessie natatoire. La colle de poisson (ou ichtyocolle), est utilisée depuis 256 ans, pour filtrer et éclaircir, en particulier les bières brunes (stout).
Ce sont les véganes, amateurs de cette marque, qui ont mis à disposition, depuis Manchester, une pétition en ligne, sur la plateforme Change.org, signée par 1 715 végétaliens, amateurs de bière, dont le chanteur Tom Jones, pour inciter la brasserie à utiliser un procédé de filtration alternatif.
Le 31 octobre 2015, la société Guinness a indiqué dans le quotidien The Times, qu'elle allait abandonner ce procédé en 2016, et rendre ainsi ses bières, « compatibles » pour les véganes,.

### Cascade Guinness
L'un des sujets de conversation typiques dans un pub en Irlande portait jusqu'alors sur le mystère de la Guinness cascade. Les bulles de gaz semblent descendre au fond du verre au lieu de monter à la surface. Mais ce que certains pensaient être une illusion d'optique est, depuis mars 2004, un fait scientifiquement prouvé.
Pour faire simple, les différences de température dans le verre créent un courant de convection. Ainsi, les bulles remontent par un courant central, stagnent près de la surface, puis redescendent sur la périphérie du verre,.
Ce phénomène de Guinness cascade peut se produire de fait dans n'importe quel liquide, mais le contraste produit par une bière noire et des bulles claires le rend plus visible.

## Consommation

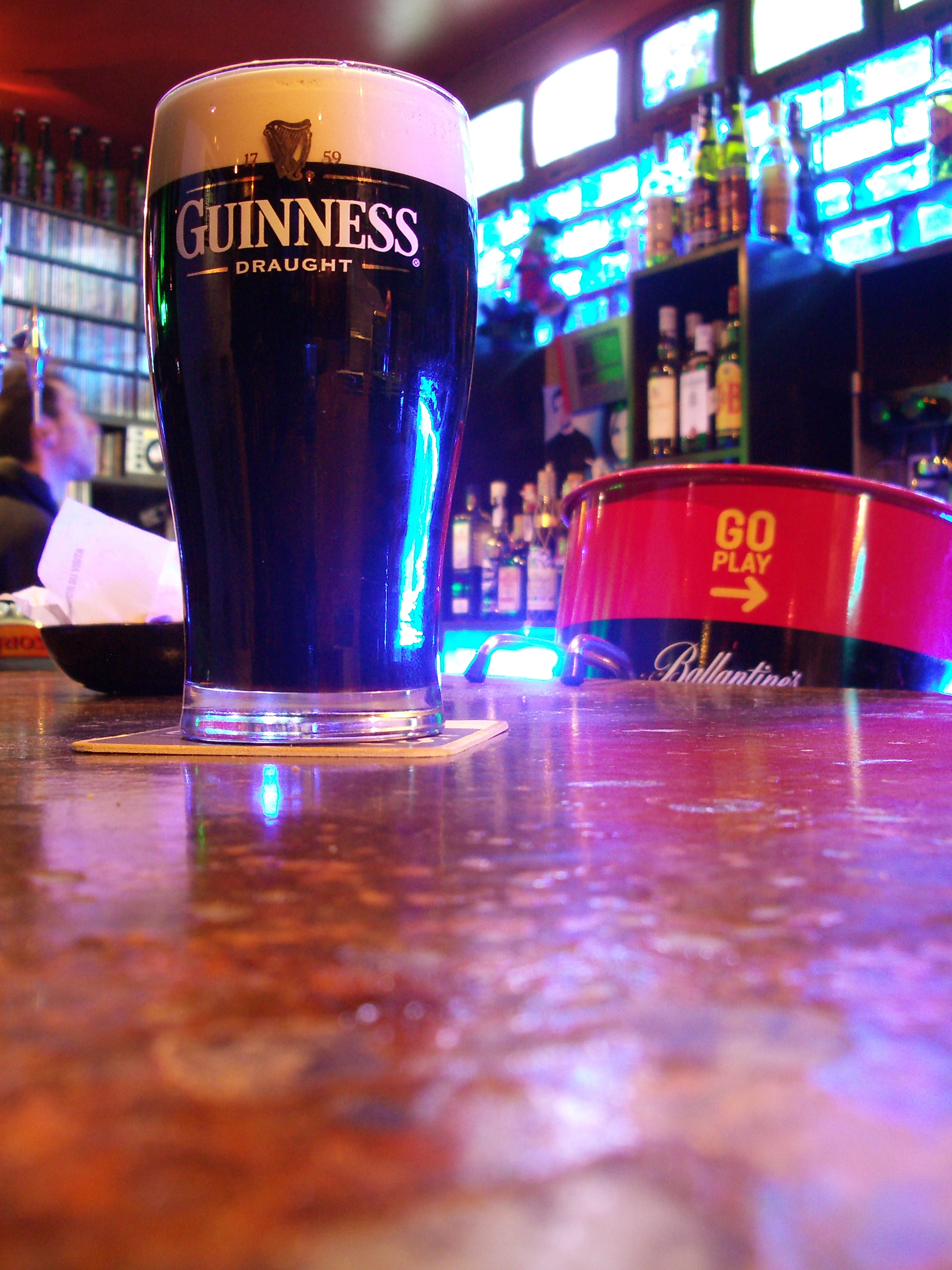
Guinness servie à la pression

### Service à la pression
La Guinness est en règle générale de préférence servie fraîche, à 6 °C. Elle a également besoin d'une tireuse spécifique à azote afin d'être servie à la pression (les autres bières utilisant principalement du dioxyde de carbone). L'action de l'azote exige plus de temps que le dioxyde de carbone et forme de plus petites bulles. Ces bulles forment une mousse dense, crémeuse et relativement persistante. Selon les « règles » du service d'une Guinness, une pinte (environ 50 cl) demande près de 2 minutes (119,5 secondes selon la brasserie) pour être tirée, cela en grande partie dû au fait que les barmans doivent remplir tout d'abord la pinte à 70-80 %, attendre que les bulles se stabilisent et que le chapeau de crème redescende avant de terminer de servir la pinte. Cette règle est principalement observée en Irlande et il est relativement courant que les touristes de passage commencent à boire leur pinte alors que leur verre n'est pas encore complètement rempli, provoquant ainsi l'hilarité des habitués. La brasserie Guinness a d'ailleurs beaucoup communiqué sur le fait que « de bonnes choses viennent à ceux qui attendent » ("good things come to those who wait").
Une légende veut que le service en deux temps de la Guinness ait une origine religieuse. Arthur Guinness aurait commencé à se servir quand sonna l'heure des vêpres (prière durant laquelle on cesse toute activité pour le recueillement). Il dût s'arrêter de remplir sa pinte pour ne reprendre que quelques minutes plus tard. Sa Guinness lui sembla meilleure, et généralisa cette méthode de service en deux temps.[réf. nécessaire]
Selon une tradition, il est dit que lorsqu'une Guinness est servie à la pression, on doit pouvoir dessiner un trèfle (symbole national irlandais) dans la mousse car celle-ci doit être épaisse. Si le trèfle s'efface ou qu'il est impossible d'en faire un, le client peut, s'il le veut, ne pas payer sa Guinness.

### Service imitant la pression

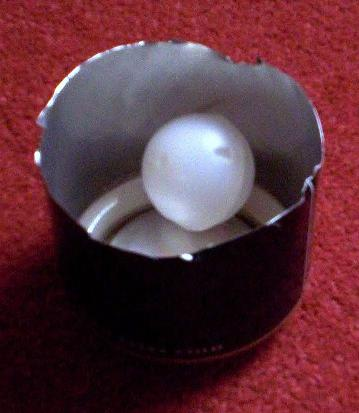
Floating widget

En dehors de l'Irlande et du Royaume-Uni, les pompes à Guinness se répandent dans les bars ou pubs spécialisés, sous réserve qu'ils aient le tirage nécessaire car un fût ouvert se dégrade rapidement. Pour cette raison, la Guinness est généralement consommée sans être servie à la pression. La Guinness Draught, vendue en canette, donne une expérience similaire à celle de la bière « à la pression ». En France, c'est la variante que l'on retrouve le plus fréquemment dans les bars ou dans les magasins.
Cette canette à la particularité de contenir un objet appelé communément floating widget (capsule flottante en français) ou officiellement rocket widget. Cette capsule se présente sous la forme d'une ogive ou d'une sphère (selon le conditionnement) de 3 cm de diamètre en plastique translucide qui est remplie d'azote sous pression. Lors de l'ouverture du contenant (canette ou bouteille), la capsule libère son contenu et permet d'obtenir une bière similaire à celle que servirait une tireuse.

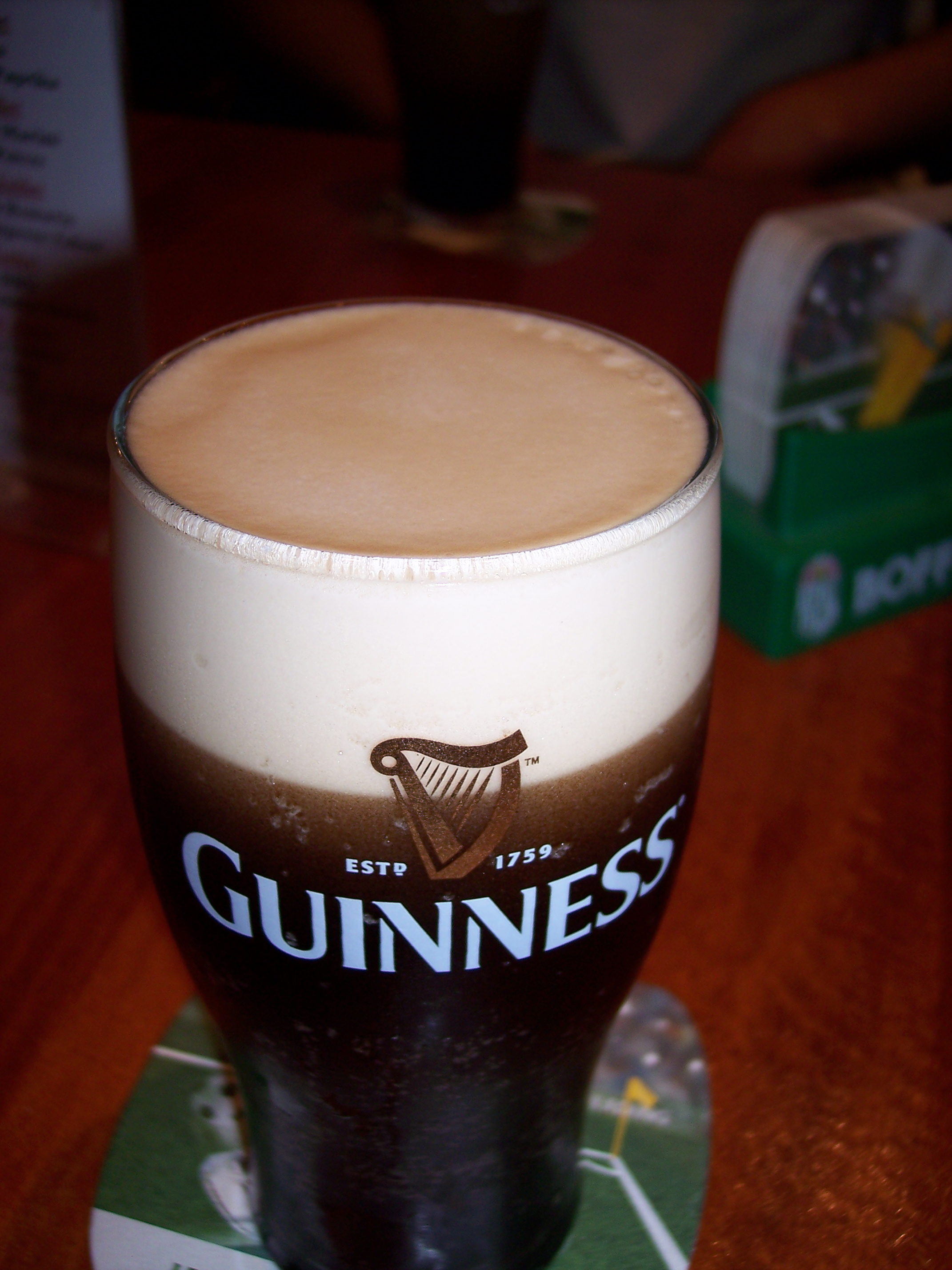
Verre de Guinness surgered

En mars 2006, Guinness lança le surger au Royaume-Uni. Le surger est une sorte de plaque électrique destinée à l'usage des particuliers. Cette plaque envoie des ondes ultrasoniques à travers le verre rempli de Guinness afin de recréer l'effet surge and settle, soit la montée des bulles constituant progressivement la couche de mousse. Cet ustensile fonctionne avec les canettes de Guinness dites surger-ready.
La société avait sorti une version primitive de l'appareil en 1977 à New York. Puis l'idée avait été abandonnée jusqu'en 2003, où l'on testa une nouvelle version dans des bars au Japon. Depuis, le surger a fait son apparition en France et en Grèce. Néanmoins, le surger est réservé à la vente aux professionnels en France, en contradiction avec l'intention première qui donnait la possibilité à chacun de servir des Guinness à la manière d'une tireuse à bière.

### Cocktails à base de Guinness

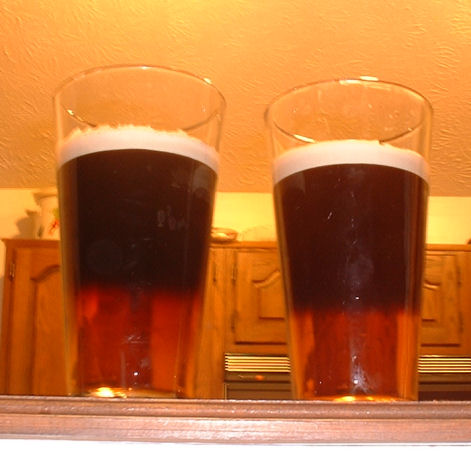
Cocktail Black & Tan

- le Black Velvet : 6 cL de Guinness Extra Stout + 6 cL de champagne brut.
Ce célèbre cocktail a été inventé en 1861 au Brook’s Club à Londres. Le prince Albert étant mort, tout le monde était en deuil et l'histoire raconte qu'un serveur du club, pris par l'émotion du moment, décida que même le champagne se devait d'être en deuil. Il le mélangea donc à de la Guinness. Le résultat était si délicieux que le cocktail devint extrêmement populaire.
- le Poor Man's Black Velvet est une variante dans laquelle le cidre remplace le champagne. Aussi connu sous le nom de Crown Float.
- le Guinness Shandy : 50 cL de Guinness Draught + 60 mL de limonade.
Ce cocktail aurait été inventé par hasard par l'équipe de rugby à XV de Nouvelle-Zélande pendant une tournée à travers le monde. Après un match, les joueurs auraient commandé de la Guinness avec de la limonade à la place d'un panaché (bière blonde + limonade). L'équipe trouva le mélange très rafraîchissant. Certains pensent qu'il s'agit de l'origine de leur surnom, les All Blacks, mais cela est peu probable.
- le Midnight : 50 cL de Guinness Draught + 35 mL de porto.
Après dîner, certains officiers du Royal Flying Corps auraient bu de la Guinness à la place du traditionnel verre de porto. Le pichet de Guinness passa autour de la table dans le sens inverse des aiguilles d'une montre, pendant que celui de porto tournait comme d'habitude dans l'autre sens. Lorsque les deux pichets se retrouvèrent au bout de la table au même moment, un officier distrait mélangea les deux boissons dans son verre, et trouva que le résultat n'était pas désagréable.
- le Trojan Horse : 50 cL de Guinness Draught + 60 mL de cola.
- le Black 'n Black : 50 cL de Guinness Draught + 1 cL de liqueur de cassis.
- le Irish Car Bomb : 3 cL de Irish Cream (exemple : Baileys) + 3 cL de Whiskey irlandais, le tout versé dans 25 cL de Guinness.
- le Black & Tan ou Half & Half : 50 % Guinness + 50 % bière blonde.
- le Depth Charge : 50 cL de Guinness Draught + 5 cL de whisky irlandais. Pour les braves.
- le Baltimore Zoo : Gin, vodka, rhum, tequila, Guinness et sirop de grenadine.
- le Irish Freeman : 40 cL de Guinness "Draught" + 10 cL de whisky irlandais flambé.
- le Sweety Guinness : 40 cL de Guinness "Draught" + 5 cL de crème de cassis.
- le Kildonny : 25 cL de Guinness "Draught" + 25 cL de Kilkenny.

Note : La Guinness est un ingrédient baptisé dans le domaine du cocktail "Black Stuff" (de la noire) ou "Devil's Nectar" (nectar du diable), à ne pas confondre avec des noms de cocktails.

### Cuisine à la Guinness

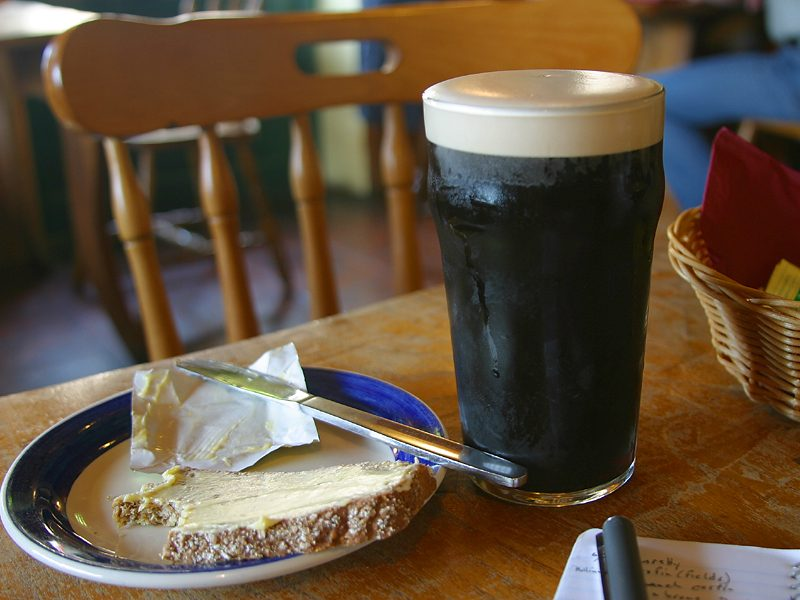
Verre de stout et pain beurré.

La bière est un ingrédient de cuisine, au même titre que des boissons alcoolisées telles que les vins et le cidre. En tant que spécialité irlandaise, la Guinness entre dans la composition de certaines spécialités locales. Parallèlement, certains plats irlandais s'accompagnent traditionnellement d'une pinte de stout. De manière inverse, une pinte de stout s'accompagne d'en-cas comme le soda bread.
La société Guinness a édité The Guinness Good Food Cookbook, un livre qui regroupe des recettes (traditionnelles ou non) utilisant la Guinness comme ingrédient. Le site internet de la marque propose en consultation libre 21 recettes allant des entrées, en passant par les plats principaux, jusqu'aux desserts.

## Variétés
La Guinness est une bière particulière qui supporte mal le transport. Afin de l'exporter, par exemple vers un pays à climat tropical, il est nécessaire d'en augmenter le degré d'alcool (Guinness irlandaise : 4,2° / Guinness antillaise : 7,5°).
Une Guinness aura une saveur différente selon le pays (plus ou moins d'alcool), le conditionnement (bouteille, canette, fût), le service (pression ou pas) et la variante produite (draught, extra cold, gold, pilsner, etc.). Il existe donc, à travers le monde, une grande variété de Guinness, aux caractéristiques différentes.

### Les classiquesDraughts
La Guinness Draught est la variété phare de la gamme Guinness, elle est d'ailleurs à ce titre la bière la plus vendue en Irlande. C'est un stout draught qui partage les caractéristiques des stouts : peu alcoolisée (elle titre entre 4,1 et 4,3 % de volume d'alcool), rafraîchissante, brassée à partir d'un moût dont la teneur en grains hautement torréfiés lui donne une couleur foncée ainsi qu'un goût de café ou de cacao. La Guinness Draught a une remarquable douceur en bouche et une amertume et un corps très prononcés et devrait être servie à une température de 14 °C.
Cela dit, ses caractéristiques varient selon le pays, le conditionnement, et la grande majorité des amateurs de cette bière s'accordent à dire qu'elle possède une saveur unique, voire incomparable par rapport aux autres stouts du marché. Majoritairement servie à la pression, la Guinness Draught est également vendue en bouteille et en canette. La brasserie différencie d'ailleurs 4 variétés de Guinness Draught.
- Guinness Draught, vendue en fûts et servie à la pression (4,1 à 4,3°).
- Guinness Draught bouteille, contient le rocket widget qui simule le service à la pression (4,1 à 4,3°).
- Guinness Draught canette, contient également le rocket widget, mais sous une forme différente (4,1 à 4,3°).
- Guinness Extra Cold Draught, vendue en fûts et servie refroidie à la pression (4,1 à 4,3°).

### LesExtra Stout
Les Extra Stout forment une gamme à part au sein de la gamme des bières Guinness. Plus forte, plus « corsée », à l'amertume plus marquée, la Extra Stout est également exportée sous l'appellation Foreign Extra Stout. La Foreign Extra Stout est mélangée avec une petite quantité de bière intentionnellement fermentée pour en modifier la saveur. Autrefois mélangée à de la bière fermentée naturellement (par fermentation spontanée de levures Brettanomyces dans d'anciennes cuves en chêne), elle est maintenant mélangée avec de la bière pasteurisée qui a été fermentée bactériologiquement. Les Extra Stout ne contiennent que du dioxyde de carbone et non de l'azote, ce qui a notamment pour conséquence de rendre leur saveur plus acide (formation d'acide carbonique).
Ce sont des stouts, mais à l'inverse des Draught elles sont plus fortement alcoolisées (titrant entre 4,1 et 8 % de volume d'alcool), cela afin d'assurer une bonne teneur en alcool après leur exportation à travers le monde. Elles conservent la couleur foncée et le goût de café ou de cacao propre à la Guinness. Une variété spéciale, la Foreign Extra Stout Nigeria, vendue majoritairement au Nigeria (ainsi qu'au Royaume-Uni), utilise du sorgho à la place de l'orge à cause de restrictions concernant la culture de l'orge. Là encore ses caractéristiques varient, surtout selon le pays d'exportation. Majoritairement vendue en bouteille, la Guinness Extra Stout se décline en 4 grandes variétés : 
- Guinness Original Extra Stout (4,2 à 4,3° : Irlande et Royaume-Uni / 4,8° : Namibie et Afrique du Sud / 5° : Canada et Europe continentale / 6° : États-Unis, Australie et Japon).
- Guinness Foreign Extra Stout, vendue en Irlande, en Afrique, aux Caraïbes et en Asie (5° : Chine / 6,5° : Jamaïque et Afrique de l'Est / 7,5° : Irlande, Afrique de l'Ouest, Indonésie et Saint-Christophe-et-Niévès / 8° : Malaisie).
- Guinness Foreign Extra Stout Nigeria, vendue au Nigeria et au Royaume-Uni (l'orge est remplacée par du sorghum / 7,5°)[35].

### La0.0
La 0.0 est une bière sans alcool commercialisée en Irlande par Guinness depuis le printemps 2021. Elle avait déjà été mise sur le marché en octobre 2020 mais une contamination microbienne avait obligé la marque à rappeler les stocks et à en arrêter la fabrication par mesure de précaution.
La Guinness 0.0 est fabriquée de la même manière et avec les mêmes ingrédients que la Guinness Draught. En fin de fabrication, la bière subit une filtration à froid qui permet d'éliminer l'alcool tout en conservant le goût et les caractéristiques de la Guinness.

### Les éditions limitéesBrewhouse Series
- Guinness Brewhouse Series - Brew 39, sortie en octobre 2005, elle est une variante de la Guinness en production limitée (disponible dans 300 pubs en Irlande et seulement à la pression, durant environ 6 mois).
- Guinness Brewhouse Series - Toucan Brew, sortie en mai 2006, baptisée du nom de l'oiseau emblématique de la marque, elle est moins amère.
- Guinness Brewhouse Series - North Star Brew, sortie en octobre 2006, cette variante a une saveur finale plus arrondie.

### Les très «locales»
- Guinness Malta, boisson sucrée non-alcoolisée, produite au Nigeria et au Togo, exportée principalement au Royaume-Uni et en Malaisie.
- Guinness Special Export Stout, vendue en Belgique et aux Pays-Bas (8°).
- Guinness Bitter, une variante de style « bière anglaise bitter » (4,4°).
- Guinness Extra Smooth, une variante plus crémeuse, vendue au Ghana, au Cameroun et au Nigeria (5,5°)

### Les variantes possibles
- Guinness Mid-Strength, bière peu alcoolisée testée à Limerick en mars 2006 et à Dublin en mai 2007 (2,8°)[37].
- Guinness Red, une ale rousse irlandaise testée en février 2007 (4,2°)[38].
- Guinness Dublin Porter et Guinness West Indies Porter, développées à partir de 2014 et commercialisées en 2016[39].

### Les variantes retirées de la vente
- Guinness Yeast Extract (GYE), un sous-produit de la Guinness vendue jusqu'aux années 1950.
- Guinness Brite Lager
- Guinness Brite Ale
- Guinness Light
- Guinness XXX Extra Strong Stout
- Guinness Cream Stout
- Guinness Gold
- Guinness Pilsner
- Guinness Shandy
- Guinness Special Light

## Divers
- Le Guinness book : L'entreprise Guinness est à l'origine du Livre Guinness des records qui recense des milliers de records. Lors d'une partie de chasse en 1951, Sir Hugh Beaver (directeur de la brasserie Guinness) fut entraîné dans un débat pour savoir d'entre le pluvier doré et le tétras, lequel volait le plus vite. Se rendant compte qu'il était alors impossible de le savoir, même en consultant des ouvrages de référence, il lui vint à l'esprit qu'un livre qui apporterait des réponses aux discussions ayant lieu dans les 81 400 pubs de Grande-Bretagne et d'Irlande aurait un énorme succès[40].
- Le test de Student : William Gosset, plus connu sous le pseudonyme de Student, est un statisticien irlandais. Employé par la brasserie Guinness pour stabiliser le goût de la bière[41], il inventa le test de Student, aujourd'hui test standard en économétrie pour tester la nullité d'un coefficient dans une régression linéaire normale.
- Le mécénat sportif : La marque parraine de nombreux événements sportifs ou culturels tels que le Cork Jazz Festival[42] depuis 1977, la Gaelic Athletic Association, le Championnat d'Angleterre de rugby à XV (appelé également Guinness Premiership de 2005 à 2010[43]), le Tournoi des Six Nations de rugby depuis 2019 et des courses hippiques.

### Articles connexes

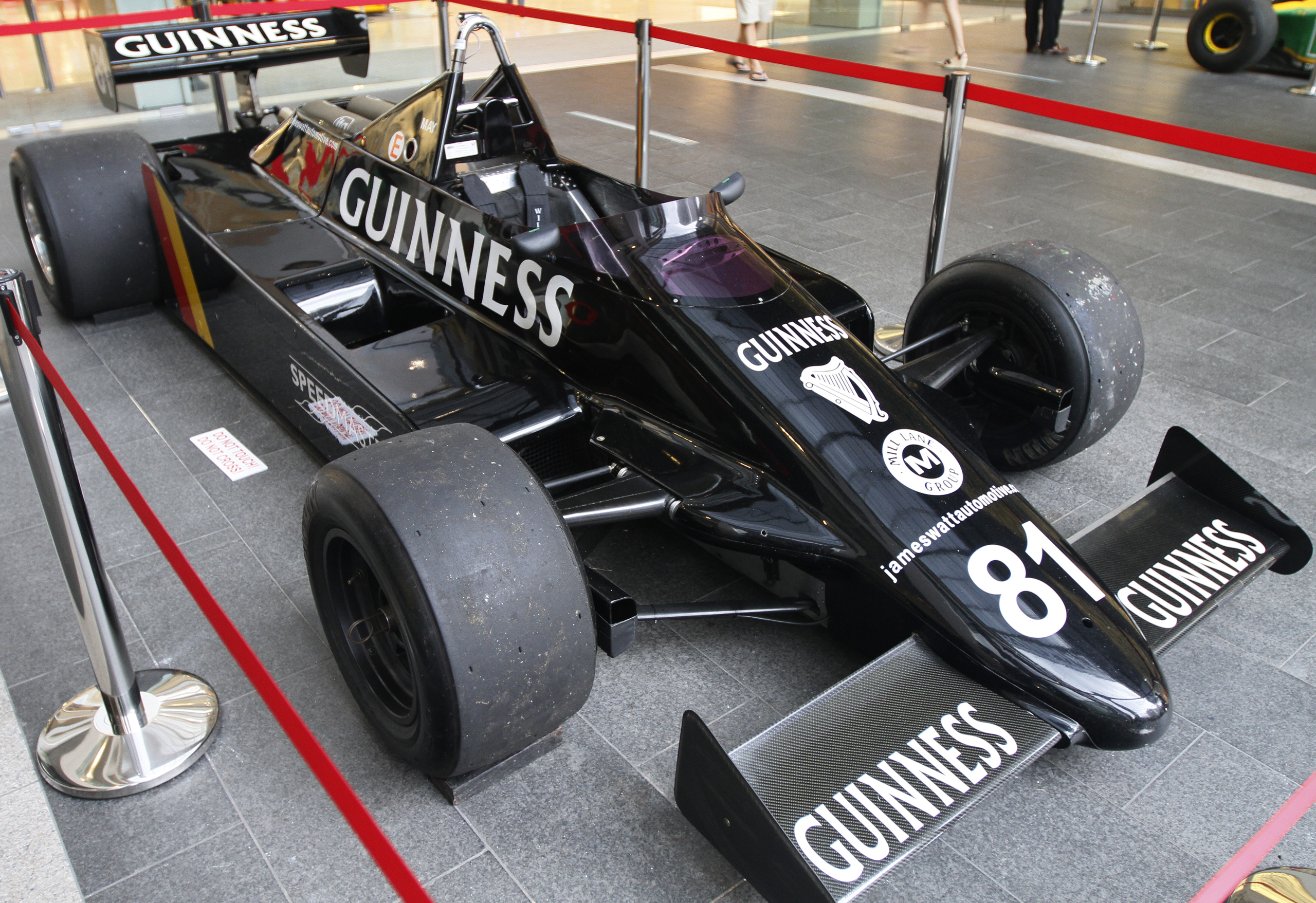
March 811 de Formule 1 (ex-Derek Daly) sponsorisée par Guinness en 1981